# Битва за Бережани
Битва за Бережани — військова операція Української Галицької Армії, що була направлена на звільнення тоді підконтрольного польським військам м. Бережани. Удари українських військ, спрямовані на те, щоб обійти з флангу піхотну дивізію 3-го легіону, що обороняла Бжежани, були частково успішними. У польському фронті на північ від міста утворився пролом, що змусило його відступити на лінію річки Гніта Липа. Однак бойові дії виснажили українців до такої міри, що унеможливили продовження наступу.